# Philodromus thanatellus
Philodromus thanatellus là một loài nhện trong họ Philodromidae.
Loài này thuộc chi Philodromus. Philodromus thanatellus được Embrik Strand miêu tả năm 1909.